# 프로젝트 23000

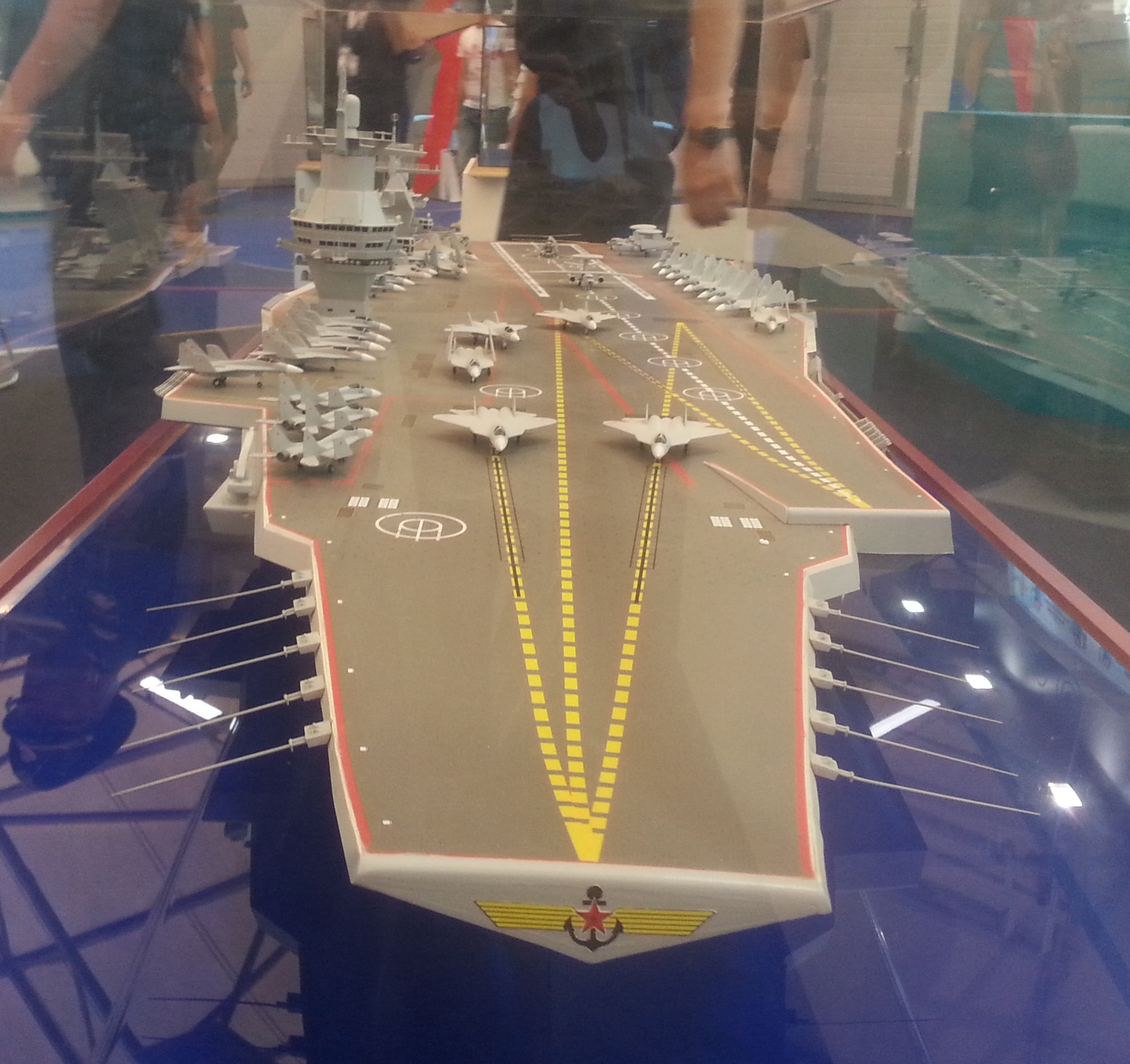

프로젝트 23000(Project 23000) 또는 쉬토름(러시아어: Шторм)은 크릴로프 국립 연구 센터가 러시아 해군을 위해 설계한 항공모함 제안이다. 수출형(프로젝트 23000E)의 비용은 55억 달러 이상으로 책정되었으며, 2017년 기준으로 개발에 10년이 소요될 것으로 예상되었다. 2020년 기준, 이 프로젝트는 아직 승인되지 않았으며, 재정적 비용을 고려할 때 러시아 해군 현대화의 다른 요소들보다 우선 순위가 될지는 불분명했다.

## 역사
이 항공모함은 1991년에 취역한 항공모함 (러시아 분류로는 중형 항공 순양함)의 대체함으로 러시아 해군의 북방함대에서 운용될 것이 고려되고 있다. 넵스코예 설계국도 개발 프로젝트에 참여하고 있는 것으로 알려져 있다. 새로운 항공모함의 건조는 리데르급 구축함과 함께 블라디미르 푸틴 러시아 대통령에 의해 연기되었지만, 2017년 5월에 발표된 러시아의 2018-2027년 국가 무기 프로그램에는 여전히 언급되어 있다. 러시아 관리들에 따르면, 새로운 중형 항공모함은 2025년에서 2030년 사이에 기공되어야 한다. 2020년에는 건조될 경우 이 항공모함에 제안된 S-500 지대공 미사일도 장착될 수 있다고 보도되었다.
2016년 7월 초, 이 항공모함의 설계는 인도에 구매 제안되었다.